# Drino
Drinos (în limba greacă Αώος - Drinos) este un râu în Albania și Grecia. Izvorăște din Munții Pindului, apoi curge spre direcție SV (inițial), apoi trece granița albaneză în dreptul localității Ktsimata. Se varsă în râul Vjosë în apropiere de Tepelena.